# Hank Snow
Hank Snow, geboren als Clarence Eugene Snow (Liverpool, 9 mei 1914 - Madison, 20 december 1999),  was een Canadese countryzanger.

## Carrière
Hank Snow groeide op in de uiterst oostelijk gelegen provincie Nova Scotia van Canada. Zijn kindertijd was alleen tijdens de eerste acht jaren gelukkig, daarna lieten zijn ouders zich scheiden. Met het nieuwe huwelijk van zijn moeder begon een door zijn gewelddadige stiefvader gekenmerkte lijdensweg. Op 12-jarige leeftijd verliet Snow zijn woonplaats en verplichtte hij zich als scheepsjongen op een vrachtschip. Vier jaar later keerde hij de zeevaart de rug toe en nam een reeks gelegenheidsbaantjes aan. Rond 1929 hoorde hij voor de eerste keer platen van Jimmie Rodgers en was hij meteen gefascineerd. Hij kocht een goedkope gitaar en begon de songs van zijn nieuwe idool na te spelen.
In 1933 verhuisde hij naar de provinciehoofdstad Halifax. Het was de periode van de wereldwijde economische crisis en het overleven als ongeschoolde arbeider was moeilijk. Snow nam iedere aangeboden kans tot muzikale, vaak onbetaalde, optredens aan. Uiteindelijk lukte het bij een plaatselijke radiozender als Hank, The Yodeling Ranger. Desondanks was zijn financiële positie wanhopig belabberd en hij leefde tijdelijk van openbare steun. In 1936 trouwde hij met Minnie Blanch Aalders. In hetzelfde jaar solliciteerde hij bij RCA Victor voor een platencontract. Op 29 oktober werd in Montreal de eerste opnamesessie doorgevoerd.
Zijn eerste single met de zelf gecomponeerde songs Prisoned Cowboy / Lonesome Blue Yodel was nog geen succes. Bij de volgende opnamesessie eind 1937 werden verdere songs voor de Canadese markt geproduceerd. Zijn graad van bekendheid steeg gestaag, de afstanden tussen zijn publicaties werden korter. Hij kreeg een eigen radioshow bij een landelijke zender in Montreal en later in New Brunswick. De poging om voet te vatten in de Verenigde Staten, was niet gemakkelijk. Een eerste poging in Hollywood in 1947 mislukte. Pas twee jaar later verscheen de eerste plaat in de Verenigde Staten. Ondertussen had hij zijn van Jimmie Rodgers geïnspireerde Blue Yodeling afgelegd en trad hij op als de zingende ranger.
Eind jaren 1940 werd Ernest Tubb opmerkzaam op de jonge Canadees en zorgde Tubb voor een optreden in de Grand Ole Opry. Natuurlijk lukte het aanvankelijk niet om het publiek te overtuigen. Pas toen hij zich eind 1949 met Marriage Vow in de country top 10 plaatste, was de ban gebroken. De uiteindelijke doorbraak lukte iets later met de zelf geschreven song I'm Movin' On, die zich bijna een half jaar lang op de toppositie van de countryhitlijst kon handhaven. In 1951 volgden de nummer 1-hits The Golden Rocket en The Rhumba Boogie. Deels was het succes te danken aan zijn begeleidingsband The Rainbow Ranch Boys, die tot eind 1956 voor hem werkten en een duidelijk aandeel hadden aan de onmiskenbare sound.
Hank Snows succes hield aan tot midden jaren 1950. De grootste hit van dit moment was I Don't Hurt Anymore (1954). Kortstondig werd hij promotor van de jonge countryzanger Elvis Presley. In dit jaar raakte de countrymuziek door het allesoverheersende succes van de rock-'n-roll in de diepste crisis in de geschiedenis. Als reactie werd de Nashville-sound ontwikkeld, waarmee door een toenadering tot de popmuziek het commerciële overleven kon worden veilig gesteld. Snow had problemen zich in te stellen aan de gewijzigde omstandigheden. Zijn oppervlakkige rockabilly-opnamen klonken weinig overtuigend en ook met de Nashville-sound kon hij zich niet vinden. Onvermijdelijk verminderden zijn verkoopcijfers, ondanks dat hij verder vertegenwoordigd was in de hitlijst. In 1962 lukte hem met I've Been Everywhere opnieuw een nummer 1-hit, gevolgd door de single Down A Dead End Street, die zich ook kon plaatsen in de hitlijst (#2). Het waren vooral zijn optredens in de Grand Ole Opry, die hem in het perspectief van de openbaarheid hielden.
Iets verrassend lukte hem in 1974 (na 38 jaar in de muziekbusiness) met Hello Love een verdere nummer 1-hit. Het was zijn laatste grote single-succes. Daarna concentreerde hij zich op de productie van lp's en op optredens in de Grand Ole Opry. In 1978 werd hij gekozen in de Nashville Songwriters Hall of Fame en een jaar later ook in de Canadian Music Hall of Fame. In het Duitstalige gebied won hij eind jaren 1970 weer aan populariteit, nadat de Hamburgse countryband Truck Stop een grote hit had met de song Ich möcht' so gern Dave Dudley hör'n (... Hank Snow en Charley Pride ...).
In 1981 ontbond RCA Records tegen zijn wil zijn platencontract na 45 jaar. Naast zijn optredens in de Grand Ole Opry zette hij zich in voor sociale belangen. De bittere ervaringen van zijn kindertijd in herinnering, stichtte hij een organisatie tegen kindermisbruik. In 1974 schreef hij zijn autobiografie The Hank Snow Story.

## Overlijden
Hank Snow, de zingende ranger, overleed op 20 december 1999 op 85-jarige leeftijd.

## Discografie

### Singles
- 1949: Marriage Vow
- 1950: Golden Rocket
- 1950: I'm Movin' On
- 1951: The Rhumba Boogie
- 1951: Unwanted Sign upon Your Heart
- 1951: Music Makin' Mama from Memphis
- 1952: The Gold Rush Is Over
- 1952: I Went to Your Wedding
- 1953: Honeymoon on a Rocket Ship
- 1953: Spanish Fire Ball
- 1953: For Now and Always
- 1954: I Don't Hurt Anymore
- 1954: Let Me Go, Lover
- 1955: Silver Bell
- 1956: These Hands
- 1956: Stolen Moments
- 1958: Whispering Rain
- 1958: Big Wheels
- 1959: Doggone That Train
- 1959: Chasin' a Rainbow
- 1959: The Last Ride
- 1960: Rockin', Rollin' Ocean
- 1960: Miller's Cave
- 1961: Beggar to a King
- 1961: The Restless One
- 1962: I've Been Everywhere
- 1963: The Man Who Robbed the Bank at Santa Fe

### (vervolg)
- 1965: The Wishing Well
- 1965: The Queen of Draw Poker Town
- 1965: I've Cried a Mile
- 1966: The Count Down
- 1966: Hula Love
- 1967: Down at the Pawn Shop
- 1967: Learnin' a New Way of Life
- 1968: The Late and Great Love (Of My Heart)
- 1969: Rome Wasn't Built in a Day
- 1969: That's When the Hurtin' Sets In
- 1970: Vanishing Breed
- 1970: Come the Morning
- 1973: North to Chicago
- 1974: Hello Love
- 1974: That's You and Me
- 1974: Easy to Love
- 1975: Merry-Go-Round of Love
- 1975: Hijack
- 1975: Colorado Country Music
- 1976: Who's Been Here Since I've Been Gone
- 1976: You're Wondering Why
- 1977: Trouble in Mind
- 1978: Nevertheless
- 1978: Ramblin' Rose
- 1979: The Mysterious Lady from St. Martinique
- 1979: It Takes Too Long
- 1980: Hasn't It Been Good Together

### Albums
- 1955: Just Keep A-Movin'
- 1955: Old Doc Brown & Other Narrations
- 1957: Country & Western Jamboree
- 1957: Hank Snow's Country Guitar
- 1958: Hank Snow Sings Sacred Songs
- 1958: When Tragedy Struck
- 1959: Hank Snow Sings Jimmie Rodgers' Songs
- 1961: Hank Snow's Souvenirs
- 1962: Together Again
- 1963: I've Been Everywhere
- 1964: More Hank Snow Souvenirs
- 1964: Songs of Tragedy
- 1964: Reminiscing
- 1965: Gloryland March
- 1965: Heartbreak Trail-A Tribute to the Sons of the Pioneers
- 1966: The Guitar Stylings of Hank Snow
- 1966: Gospel Train-Hank Snow
- 1967: Snow in Hawaii
- 1967: Christmas with Hank Snow

### (vervolg)
- 1967: Spanish Fire Ball and Other Great Hank Snow Stylings
- 1968: Tales of the Yukon
- 1969: Snow in All Seasons
- 1969: Hits Covered by Snow
- 1970: C.B. Atkins & C.E. Snow by Special Request
- 1970: Hank Snow Sings (In Memory of Jimmie Rodgers)
- 1970: Cure for the Blues
- 1971: Tracks & Trains
- 1971: Award Winners
- 1973: Hank Snow Sings
- 1974: Hello Love
- 1976: Hank Snow Sings Grand Ole Opry Favorites
- 1976: Live from Evangel Temple
- 1977: Still Movin' On
- 1979: Mysterious Lady
- 1979: Lovingly Yours
- 1979: Instrumentally Yours
- 1981: Win Some, Lose Some, Lonesome

- Bibsys: 9010836
- Biblioteca Nacional de España: XX871451
- Bibliothèque nationale de France: cb13899889s (data)
- CiNii: DA11509371
- Gemeinsame Normdatei: 119259257
- International Standard Name Identifier: 0000 0000 8103 9601
- Library of Congress Control Number: n91076570
- MusicBrainz: c328faea-ae26-4988-85f5-e9a8dc322bb1
- Nationale Bibliotheek van Tsjechië: jn20040107004
- Nationale bibliotheek van Australië: 49284045
- Nederlandse Thesaurus van Auteursnamen: 100770541
- Réseau des bibliothèques de Suisse occidentale: 02-A018761532
- SNAC: w6pk0d53
- Système universitaire de documentation: 251446158
- Virtual International Authority File: 24867245
- WorldCat: E39PBJj8QCdPxyFFyG8TxPqCwC